# Ивелин Атанасов
Ивелин Атанасов е български пианист, станал популярен като пианист в група „Латино партизани“.

## Ранно детство
Ивелин Атанасов е роден в град Русе. Израства в семейство на музиканти. Баща му е певец, а майка му е цигуларка и певица. Ивелин започва да учи класическо пиано на 5 години по желание на майка му, която загива в катастрофа в Германия на 24 години. На 11 години Ивелин е приет в национално музикално училище „проф. Веселин Стоянов“, град Русе. Учи пиано при Веселинка Иванова. На 15 години започва да свири с рок-групи Ahead" и „Flat line“. През 1999 година Ивелин е приет в софийския университет св. Климент Охридски със специалност „Музикална педагогика“.

## Музикална кариера
След като завършва средното си образование се премества в София и след многократни джем сешъни в столичните клубове за жива музика започва да свири с няколко столични групи – „Финт“, „Next 5“, „Студио Х“. Пее „I Will Remember“ на джем сешън с американската група Тото.
През 2000 година започва да свири с популярната група „Латинопартизани“.
След многократни изяви из цялата страна, Ивелин напуска групата през 2003 година и подписва договор с норвежката музикална агенция „Daniel’s Agency“ и свири в пиано-барове в Норвегия от 2003 до 2005 година. След като се завръща в България, Ивелин започва да работи с женския дует Мания не само в България, но и в чужбина. Първият им договор заедно е в Сеул, Южна Корея през 2005 година.
През 2006 Ивелин е приет да учи магистратура в софийския университет „Св. Климент Охридски“ със специлност „Виртуални студийни технологии“. Същата година дует Мания участва на международния фестивал „Blues to Bop“, който се провежда в Лугано, Швейцария и Ивелин свири с тях на три сцени на открито, разположени в центъра на града. Заедно с тях участват и Васил Петров, Ангел Заберски, Димитър Шанов и Димитър Семов. Същата година дует Мания участват в джаз фестивала в град Банско като специални гости и Ивелин свири в групата, която им акомпанира, заедно с Радослав Славчев, Кирил Ташков, Стоян Копринков.
Докато дует Мания са в България, Ивелин е част от всеки техен концерт или изява. Той акомпанира на Васил Найденов, Васил Петров, Силвия Кацарова, Орлин Горанов, Камелия Тодорова, Мариана Попова, Мария Илиева, Миро. През 2007 година Ивелин предлага брак на едната от сестрите от дует „Мания“ – Даниела. Печели зелена карта от лотарията за САЩ през 2007 година и двамата заминават да живеят в Ню Йорк.
В Ню Йорк Ивелин и неговата съпруга Даниела свирят заедно като дует iScream.
Ивелин започва да свири и с други музиканти и певци. Свири с кавър групите „Look twice“, „Just the tip“, „Joplin’s pearl“, „Copy Cat“ и изпълнителите Amber Ferrari и Dirk Kennedy, с който имат авторски проекти. Свири и в една група с бившия барабанист на Black Sabbath и Rainbow – Боби Рондинели. Освен че се изявява като пианист, свири и на барабани и участва в трио проект „White chocolate“ като барабанист.
През 2009 година дует Мания отново се събира, само че този път в Ню Йорк и Ивелин отново пътува с тях. Свирят в Чикаго, Финикс, Аризона, Лас Вегас и Ню Йорк. През лятото на 2010 година дует Мания пеят в Хемптънс, Лонг Айлънд заедно с Ивелин и Джон Фрасконе под името „Keep it simple“.